# Love Sweat
Love Sweat is een muziekalbum van de Nederlandse rockband Golden Earring uit november 1995.
Love Sweat is een tussendoortje met krachtige covers van nummers waardoor de bandleden in de jaren zestig werden beïnvloed. Het album vond weinig aftrek. Ook de oorspronkelijke nummers zijn betrekkelijk onbekend. De bekendste titels zijn: Ballad of a Thin Man (Bob Dylan), Move Over (Janis Joplin), Sail On Sailor (The Beach Boys), When I Was Young (Eric Burdon), Who Do You Love (Bo Diddley) en I'll Be Back Again (The Beatles).
De single This Wheel's on Fire flopte begin 1996.

## Nummers
1. When I Was Young (3:10)
2. Darkness, Darkness (3:54)
3. Gotta See Jane (3:15)
4. My Little Red Book (2:50)
5. Sail On Sailor (3:19)
6. Motorbikin' (2:55)
7. I'll Be Back Again (3:37)
8. This Wheel's on Fire (4:02)
9. Ballad of a Thin Man (5:07)
10. Collage (3:36)
11. Move Over (3:46)
12. Who Do You Love (3:36)
13. Turn the Page (5:35)

## Hitnotering
| Love Sweat in de Nederlandse Album Top 100 -- binnen: 16-12-1995 | Love Sweat in de Nederlandse Album Top 100 -- binnen: 16-12-1995 | Love Sweat in de Nederlandse Album Top 100 -- binnen: 16-12-1995 | Love Sweat in de Nederlandse Album Top 100 -- binnen: 16-12-1995 | Love Sweat in de Nederlandse Album Top 100 -- binnen: 16-12-1995 | Love Sweat in de Nederlandse Album Top 100 -- binnen: 16-12-1995 | Love Sweat in de Nederlandse Album Top 100 -- binnen: 16-12-1995 | Love Sweat in de Nederlandse Album Top 100 -- binnen: 16-12-1995 | Love Sweat in de Nederlandse Album Top 100 -- binnen: 16-12-1995 | Love Sweat in de Nederlandse Album Top 100 -- binnen: 16-12-1995 | Love Sweat in de Nederlandse Album Top 100 -- binnen: 16-12-1995 | Love Sweat in de Nederlandse Album Top 100 -- binnen: 16-12-1995 | Love Sweat in de Nederlandse Album Top 100 -- binnen: 16-12-1995 | Love Sweat in de Nederlandse Album Top 100 -- binnen: 16-12-1995 | Love Sweat in de Nederlandse Album Top 100 -- binnen: 16-12-1995 | Love Sweat in de Nederlandse Album Top 100 -- binnen: 16-12-1995 | Love Sweat in de Nederlandse Album Top 100 -- binnen: 16-12-1995 |
| Week:                                                            | 1                                                                | 2                                                                | 3                                                                | 4                                                                | 5                                                                | 6                                                                | 7                                                                | 8                                                                | 9                                                                | 10                                                               | 11                                                               | 12                                                               | 13                                                               | 14                                                               | 15                                                               |                                                                  |
| ---------------------------------------------------------------- | ---------------------------------------------------------------- | ---------------------------------------------------------------- | ---------------------------------------------------------------- | ---------------------------------------------------------------- | ---------------------------------------------------------------- | ---------------------------------------------------------------- | ---------------------------------------------------------------- | ---------------------------------------------------------------- | ---------------------------------------------------------------- | ---------------------------------------------------------------- | ---------------------------------------------------------------- | ---------------------------------------------------------------- | ---------------------------------------------------------------- | ---------------------------------------------------------------- | ---------------------------------------------------------------- | ---------------------------------------------------------------- |
| Positie:                                                         | 60                                                               | 18                                                               | 17                                                               | 29                                                               | 46                                                               | 47                                                               | 51                                                               | 53                                                               | 36                                                               | 31                                                               | 29                                                               | 48                                                               | 57                                                               | 85                                                               | 98                                                               | uit                                                              |

Discografie